# أدريان كابراليك
أدريان كابراليك (مواليد 10 يونيو 2002) هو لاعب كرة قدم سلوفاكي محترف يلعب كمهاجم لنادي جيلينا في الدوري السلوفاكي الأول لكرة القدم.

## المسيرة الكروية
ظهر كابراليك لأول مرة في دوري السوبر السلوفاكي مع فريق زيلينا في مباراة على أرضه ضد سبارتاك ترنافا في 14 يونيو 2020.[بحاجة لمصدر] جاء كبديل في الشوط الثاني لباتريك إيكو، عندما تقدم زيلينا بهدف واحد، بعد الضربات التي قام بها ديفيد شوريش وجان بيرنات. ظلت نتيجة المباراة دون تغيير ليحقق زيلينا الفوز بنتيجة 2–1. سجل هدفه الأول في الدوري في الفوز 4–2 على ترنتشين.[بحاجة لمصدر أفضل]
في 15 أغسطس 2023، بعد مشاركته في ست مباريات وتسجيله ثلاثة أهداف في جميع المسابقات في بداية موسم 2023–24، انضم كابراليك إلى نادي غورنيك زابجه البولندي في الدوري البولندي الممتاز على سبيل الإعارة لمدة عام. سجل هدفًا متأخرًا في الدوري ضد رتش شوروزو والذي انتهى بفوز غورنيك زابجه بنتيجة 2–1. عاد إلى زيلينا في ختام موسم 2023–24.

## المسيرة الدولية
في 17 نوفمبر 2022، تلقى كابراليك أول استدعاء له إلى تشكيلة المنتخب السلوفاكي الأول لمباراتين وديتين ضد الجبل الأسود وتشيلي. شارك لأول مرة في المباراة الأخيرة في 20 نوفمبر، حيث دخل كبديل في الدقيقة 89 ليحل محل توماس سوسلوف والتي انتهت بالتعادل السلبي.

## الإحصائيات

### النادي
آخر تحديث 5 يونيو 2024.
| النادي               | الموسم   | الدوري                  | الدوري | الدوري  | الكأس الوطني | الكأس الوطني | قاري   | قاري    | أخرى   | أخرى    | المجموع | المجموع |
| النادي               | الموسم   | الدرجة                  | الظهور | الأهداف | الظهور       | الأهداف      | الظهور | الأهداف | الظهور | الأهداف | الظهور  | الأهداف |
| -------------------- | -------- | ----------------------- | ------ | ------- | ------------ | ------------ | ------ | ------- | ------ | ------- | ------- | ------- |
| جيلينا               | 2019–20  | دوري السوبر السلوفاكي   | 2      | 0       | —            | —            | —      | —       | —      | —       | 2       | 0       |
| جيلينا               | 2020–21  | دوري السوبر السلوفاكي   | 31     | 2       | 6            | 2            | 1      | 0       | —      | —       | 38      | 4       |
| جيلينا               | 2021–22  | دوري السوبر السلوفاكي   | 25     | 4       | 3            | 0            | 8      | 0       | —      | —       | 36      | 4       |
| جيلينا               | 2022–23  | دوري السوبر السلوفاكي   | 33     | 10      | 3            | 1            | —      | —       | —      | —       | 36      | 11      |
| جيلينا               | 2023–24  | دوري السوبر السلوفاكي   | 3      | 1       | 0            | 0            | 3      | 2       | —      | —       | 6       | 3       |
| جيلينا               | المجموع  | المجموع                 | 94     | 17      | 12           | 3            | 12     | 2       | —      | —       | 118     | 22      |
| غورنيك زابجه (إعارة) | 2023–24  | الدوري البولندي الممتاز | 30     | 7       | 2            | 1            | —      | —       | —      | —       | 32      | 8       |
| الإجمالي             | الإجمالي | الإجمالي                | 124    | 24      | 14           | 4            | 12     | 2       | 0      | 0       | 150     | 30      |

## وصلات خارجية
لا توجد روابط لمواقع التواصل الاجتماعي.

- أدريان كابراليك على موقع قاعدة بيانات كرة القدم.إي يو (الإنجليزية)
- أدريان كابراليك على موقع بيانات كرة القدم. دي إي (الألمانية)
- أدريان كابراليك على موقع ناشيونال فوتبول تيمز (الإنجليزية)
- أدريان كابراليك على موقع Soccerbase.com (لاعب) (الإنجليزية)
- أدريان كابراليك على موقع Soccerway.com (الإنجليزية)
- أدريان كابراليك على موقع عالم كرة القدم.نت (الإنجليزية)
- MŠK Žilina official club profile
- أدريان كابراليك  على سكروي
- Futbalnet profile